# Cumbe (Ecuador)
San Luis de Cumbe es una de las 21 parroquias rurales de Cuenca en la República del Ecuador. Está ubicada al sur del cantón Cuenca, a una distancia de 24 km (kilómetros), con una altura de 2640 m s. n. m. (metros sobre el nivel del mar), y tiene una extensión de 71.4 km² (kilómetros cuadrados). La parroquia limita al norte con la parroquia de Tarqui, al sur con los cantones Nabón y Girón, al este con las parroquias Quingeo y San José de Raranga y al oeste con la parroquia Victoria del Portete. Para el censo realizado por el INEC en el año 2010, la parroquia contaba con 5546 habitantes la cual representa el 1.09 % de la población del cantón Cuenca.
La parroquia está compuesta por 5 barrios y 23 comunidades.

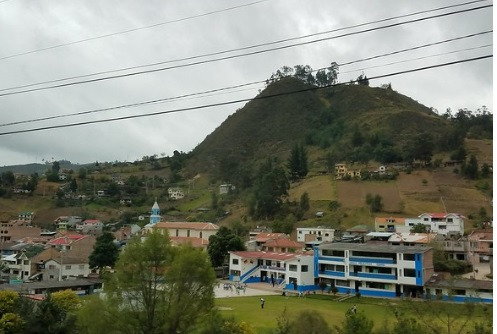
Parroquia Cumbe, Azuay. Vista panorámica.

## Historia
Es necesario precisar la herencia ancestral que incluye las diferentes determinaciones de los entornos y mientras la lengua perdura, se genera una fusión de dialectos kichwa y castellana de forma paralela, permitiendo identificar con la toponimia formaciones de vocablos; Campana rumi, Huasi loma (casa-habitación en la loma), Kucha loma (laguna en la loma), Millma cruz (cruz de lana), Ugsha loma (loma de pajilla), Rumi loma (colina de piedra), Jabas loma, Yana monte (monte negro).
La parroquia “San Bartolomé, fundada el 16 se abril del año 1547, por Don Alonso de Cabrera, como parroquia eclesiástica se establece el 23 de agosto de 1726, año en el que se separa de la parroquia paccha y se le lo adjudica los entonces anejos de Jima, Ludo y Cumbe Pirca” (Huinara 2009, 40).
Por el año 1790, como creció la población y el sitio en donde vivían, fue no adecuado, fijaron un nuevo lugar el cual ha sido, la playa colta anteriormente hacienda de Vintimillas, no allandose conformes allí, fijan en el lugar, que esciste al pie del cerro de Calbario, estos, habitantes se dedicaban ala agricultura, ganadería, ectra. La vestimenta es de baheta de lana, ponchos, pantalones, cutanas, para los hombres y las mujeres polleras, rebozos, lligllas, anacos, tapa buches, en igual los niños.
Por el año de 1798, no ciendo tan exacto la fecha, llegan a este lugar los españoles o curas, Fray Juan Peña y Vicente Ramírez, *estos señores lo bautizan a este pueblo, con el nombre de cumbe en onor al Cacique que se llamó Luis Fermín Cumbe” – ya que el uno desempeñaba de Teniente Político el cura Vicente Ramírez. Con estos personajes comienza otro rumbo, este pequeño pueblo, teniendo como religión católica, herencia de los españoles —se recuerda que existía la Parroquia de San Bartolomé, juntante con la Parroquia de Tarqui— y este pueblo viene ha ser anejo de la parroquia Tarqui por el año de 1803.
“Se que en esta época, la población empieza con las grandes haciendas que en su mayoría le pertenecen a la iglesia, la misma que se emplazaba en los terrenos que corresponden al colegio y junto a ella se encontraba el cementerio. Se dice que en esta época los habitantes básicamente vivían de la agricultura, el comercio de lana de borrego y la ganadería (actividad que sigue siendo principal), las casas que construían eran de madera y barro (enchacleado) cubiertas con paja de cerro”( Plan de Ordenamiento y Desarrollo Cumbe 2001, 11).
*Cabe destacar algunas confidencias necesarias para poder entender mejor la historia local, un gran historiador ha aportado con sus conocimientos y la explicación, que hace alusión a la parroquia la cual toma el nombre del grupo mitimae sureño, quienes fueron traídos por los inkas para repoblar este territorio, y se destacaron en la laboriosidad de los tejidos finos que utilizaban las esposas de los inkas, de allí cumbi o chumbi pirka que en lengua castellana quiere decir, tejidos finos realizados sostenidos de la pared, fueron los únicos y los mejores de la provincia de Tomebamba, y el nombre del Cacique (Luis Fermín) es de dialecto colono y por estar a cargo del grupo de cumbi le destinan el nombre “de Cumbe”, desde entonces se le conocería como; Luis Fermín de Cumbe.
Han pasado los años y sigue la generación, en este lapso se construye el primer templo o iglesia, no teniendo en mente de quienes fueron los sacerdotes y con los mismos moradores, que trabajaron, se sabe que la iglesia fue junto al cementerio el mismo que estuvo junto al río, los mismos que existen hasta el año 1880.
El 18 de octubre de este año en que se confirma la ocupación de ser anejo de Tarqui y se parroquia teniendo como anejo a la población de Victoria del Portete, el Socorro.
Para esta época, en Cumbe había pasado un sinnúmero de párrocos, entre ellos el Cura de apellido Ambrosi, quien dicen era dueño de medio Cumbe y quiso apropiarse de todo el pueblo, pero los Cumbeños lo impidieron, demostrando así la unión y valentía de su gente.
En el año de 1925. Tienen una asamblea con los moradores del Pueblo, en la cual están presentes, el Sacerdote Luis Antonio Sarmiento, gobernador del pueblo, José Antonio Guamán. Regidores, Pedro Fernández, Pablo Zhingri- y otros- estos encabezan la junta de trabajo. Los trabajos se comienza con mucho ánimo y bajo un compromiso, se fija multas, o sanciones, se nombran pongos y pongas, las mismas que se ocupan en la cocina, los pongos en la leña, servido de agua, molido de cebada, maíz, lo que se hacía máchica, arroz, morochillo, chicha, la que se daba a toda la gente el diario, el almuerzo, después de unos meses de trabajo la gente, se iban rindiéndose del trabajo, alo que comenzó la fuerza, el mal modo por parte de el Sacerdote, el que en la misa del domingo les hablaba mucho y al salir de misa quitaba a los hombres los ponchos y alas mujeres las lligllas, sombreros…
Cumbe se independiza de San Bartolomé adoptando el carácter de parroquia en el año de 1850 y pasa a formar parte del Cantón Cuenca. Con el paso del tiempo la parroquia ha ido reduciendo su territorio para dar paso a la fundación de Turi y Tarqui, incluso Victoria del Portete deja de pertenecerla” (Plan de Ordenamiento y Desarrollo Cumbe 2001, 12).

### Camino viejo: una arteria vial llena de historia
Durante las épocas Colonial y Republicana, el paso por el camino viejo, se convirtió en una arteria vial de principal acceso, que unía las capitales del sur (Cuenca-Loja), por esta ruta transitaron cientos de personas, durante las diferentes horas y épocas del año; siendo las más concurridas al caer la noche y durante la madrugada. El recorrido de hombres, animales y mercaderías prehispánicas se lo hacía a lo largo siguiendo las viejas rutas del camino hasta fusionarse con las calzadas aborígenes, aprovechando sus puntos de descanso o tambos (tambo de mariviaña). El sistema colonial continuó sirviéndose en gran medida de este trazado, con muy pocas modificaciones.
El intercambio se vio dinamizado con productos (granos, gramíneas, queso, quesillo, panela, sal en grano, aguardiente, etc.) mediante los arrieros y la transportación de los lingotes (dinero y cartas) por parte de los valijeros (militares), misioneros, arrieros y demás individuos que surcaron y atravesaban los camellones, hacia la ciudad de Loja y de esta a su vez regresaron productos principales como el maní y otros, a la ciudad de Cuenca.
“El amor irrenunciable a la causa nacionalista contra las tropas realistas, fueron los ideales del Mariscal Antonio José de Sucre que comenzó la campaña definitiva desde su cuartel general de Zamborondón en enero de 1822. Estuvo en Guayaquil, paso por Machala y Pasaje para luego de varios días de camino llegar primeramente a Yúluc y el 9 de febrero de 1822, de prisa se enfilaba desde la Ciudad de Loja y entra triunfante a Saraguro, quienes le prodigaron vituallas y acémilas, cuando y una vez recibió los refuerzos que envió San Martin, con Andrés Santa Cruz, Luis Urdaneta y otros jefes, inicio su marcha a la conquista definitiva de la libertad en la Batalla del Pichincha, después de algunos días en Cuenca, el Mariscal Sucre prosiguió su ofensiva hacia Riobamba” (Saraguro 2009, 18).
Esta camino permitió guiar en su misión secreta al Mariscal Antonio José de Sucre, “el día 22 de febrero de 1822” (Saraguro 2009, 18), que con su extraño carruaje con las llantas de pesado hierro, iban resonando al entrelazarse con las dispersas piedras que se encontraban en el suelo. El su pequeño carruaje tirado por los caballos, despertó sorpresas y admiración a los nativos, al ser testigos del recorrido que franqueaba el Mariscal, seguido por su séquito de tropas que se enfilaban a través del camino viejo.
El camino por ser angosto, lodoso y delimitados los laterales con grandes cercos, llenos de pencos y tunas, fueron obstáculos que en determinadas zonas, la tropa tuviera que empujar o elevarlo para lograr que las ruedas del coche continuaran su trayecto, muy pronto desapareció entre el extenso y laberíntico pasaje que se proyectaba dirección a la Ciudad de Cuenca.
La designación se enmarca en la rememoración de aquella misión y desde entonces fueron denominando al camino viejo, como la “Calle Sucre”.

### Monumentos monolíticos de triangulación
“En el año de 1736 llegó a la Capital de la Audiencia de Quito, la Comisión Geodésica de Francia, con el objeto de completar los datos matemáticos para definir la verdadera forma de la Tierra” (Dituris s/a, 55).
“El 11 de abril de 1928 se crea en Quito el Servicio Geográfico Militar, que tiene como base fundamental, la herramienta geográfica-cartográfica; luego, en 1947, cambia su nombre a Instituto Geográfico Militar y, en 1978 se expide la Ley de Cartografía Nacional y el Archivo de Datos Geográficos y Cartográficos” (Atlas Multimedia del Ecuador 2003). Durante los siguientes períodos, se difundió la cartografía y se levantaron un sinnúmero de vértices, en diferentes cimas, a una altura que oscila entre los 3495 y 2865 m s. n. m., a lo largo y ancho de la geografía territorial. Construidas en las cúspides de algunos cerros, testimonio de su relación con las torres elaboradas por la Comisión Geodésica Francesa, cimientes que sirvieron de base para la triangulación de un arco del meridiano terrestre (1736), puntos específicos como la cima del cerro Pillachiquir y el cerro Puguin, actual Francés Urco (Tarqui).
Estas pirámides han sido recubiertas por un material brillante que al contacto de los astros (sol-luna), emanan un reflejo que permite identificarlas desde diferentes puntos de observación. Mantienen una uniformidad en su base de 60 cm (centímetros), en la parte posterior plana 40 cm y al lado lateral 1 m (metro) de altura. Ubicadas en sitios aledaños, estos monumentos (vértices) del pasado, persisten en nuestro alrededor, varias de ellas latentes, entre los altozanos de las parroquias Cumbe, Tarqui, San José de Raranga, Gima y Cantón Girón; mantienen su ubicación y localización a través del Sistema de Posicionamiento Geográfico-GPS.
Acotaciones, explican que estas construcciones de la Ingeniería Militar, han servido, además como puntos de identidad y dirección hacia las llanuras del Portete de Tarqui (Cuenca), “la mañana del 27 de febrero de 1829, las tropas grancolombianas en su mayoría ecuatorianas, dirigidas por el Mariscal Antonio José de Sucre, combatieron a las tropas peruanas, las cuales invadieron las tierras de sus mayores” (Mi escuelita 1998, 7).

### Periodo actual
Las haciendas que ocuparon la mayor parte del territorio, con el decreto de la reforma agraria en la década de los 60, los patrones entregaron los “huasi pungu” a los peones, y desde aquellas épocas las haciendas en su mayoría, fueron vendiendo a los trabajadores, quienes compraron de forma global, después se han subdividido las parcelas, el cuatrerismo dio su mayor auge, se convirtieron en salteadores, quienes arreaban todo el ganado durante las horas de la noche, los contrabandistas surcaron los páramos y distribuyeron de forma ilegal el aguardiente, que transportaban desde Yunguilla, detrás de ellos venía la ley “los guardas”, quienes controlaban y decomisaban el contrabandeo. Se han determinado en zonas de asentamientos poblacionales y con ello, los barrios, se identifican con plenitud, hasta llegar a conformarse las comunidades y barrios. “El desarrollo del pueblo desde su fundación, se ha debido principalmente al trabajo empeñoso de la comunidad, contando siempre con líderes Cumbeños al frente de cada lucha. De acuerdo a los testimonios conseguidos se puede decir que la parroquia se destaca por sus campos y las haciendas ganaderas y lecheras, en el aspecto vial, las calles de Cumbe eran, principalmente el camino viejo, (hoy Calle Sucre). Posteriormente se construyen: la vía Cumbe-Shisho en 1850, la Panamericana Antigua en 1940, en 1953 la Vía Cumbe-Gima; y en 1987 la Panamericana Sur, esta vía forma parte de la red vial del país y atraviesa el poblado” (Plan de Ordenamiento y Desarrollo Cumbe 2001, 13).
Comprende una zona muy extensa con valles de clima templado que contrastan con el frío de las partes altas. La gente conserva prácticas costumbres, saberes y tradiciones de sus antepasados, festividades o conmemoraciones de tipo cultural-espiritual.

## Gobierno y política

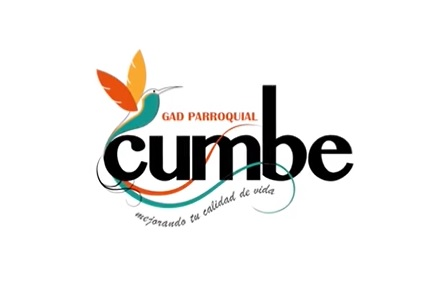
Logo usado por el Gobierno Autónomo Descentralizado de Cumbe

La Constitución de la República de Ecuador establece en el Título V; Capítulo Primero, referente a la Organización Territorial del Estado en el Art. 241- la planificación garantizará el ordenamiento territorial y será obligatoria en todos los Gobiernos Autónomos Descentralizados.
EL GAD Municipal de Cuenca no ha sido ajeno a los procesos de planificación de su territorio rural es así que se han elaborado Planes de Ordenamiento Territorial en 8 de las 21 parroquias rurales del Cantón Cuenca, los mismos que se encuentran en la fase de validación y legalización. En el caso de la Parroquia Cumbe, cuya ubicación contigua al área urbana de la Ciudad de Cuenca ha influido tanto en el proceso de ocupación territorial como en el desarrollo social y económico del sector, la Municipalidad de Cuenca ha formulado planes parciales en sectores específicos donde esta dinámica de desarrollo ha sido más evidente.
Actualmente, la administración 2019-2020, tiene como presidente del Gobierno autónomo descentralizado de la Parroquia San Luis de Cumbe al señor Jinsop Zhingri. Su visión para el año 2020 es fortalecer a Cumbe con la participación activa de los habitantes, siempre buscando el bien colectivo a través de los diferentes programas y proyectos que se emprendan para lograr el buen vivir de los pueblos. Mientras que su visión es cumplir con valor la administración pública y los recursos administrativos, financieros y humanos, mejorando así la infraestructura comunitaria y velando por los intereses de los grupos más vulnerables de forma participativa con las comunidades.

## Cultivos
Según datos brindados por el gobierno autónomo descentralizado de Cumbe. Los cultivos en la parroquia son muy variados, y atienden a las necesidades de la población, pero existe cierta preferencia por maíz, fréjol, habas, trigo, cebada. Cumbe siempre se ha caracterizado por tener un suelo fértil debido al río Cumbe que baña sus tierras. Pero en los últimos años, este suelo se ha visto afectado por los helados vientos, así como la erosión que provoca el uso desmesurado de los fertilizantes químicos.
Es por esta razón que la agricultura y sus cultivos de esta en Cumbe, son solo para consumo local, puesto a que solo cuando existe un excedente del producto, estas son exportadas hacia otros cantones, o hacia los mercados de Cuenca. Este es el principal problema que existe en el sector agropecuario, lo que provoca un nivel de productividad en el cantón muy bajo. En los últimos años, Cumbe ha estado trabajando constantemente con su gobierno autónomo descentralizado en diversos propósitos para poder revertir este problema, con proyectos de tecnificación y asistencia técnica a los moradores del sector.

### Técnicas y procesos
En la parroquia sigue prevaleciendo el uso de técnicas tradicionales en la agricultura. Caracterizadas por el uso de herramientas sencillas, que se han venido desarrollando a lo largo de las décadas por pueblos andinos ancestrales. Mientras la parroquia avanza y crece, de la misma forma se van implementando nuevas técnicas y nuevas herramientas; aun así, la mayoría de la población agricultora opta por la técnica de labrado con la utilización de bueyes. Después, la mano del hombre sigue siendo un factor importante en la agricultura, en la que usualmente se forman grupos o yuntas para cumplir con labores de rotación y el cultivo de sementeras. Las zonas con una mayor actividad agrícola están ubicadas a las afueras de la zona urbana de la parroquia. En el centro parroquial, es común observar que cada familia cuenta con terrenos de menor tamaño donde forman huertos familiares con el fin de obtener su sustento diario; estas reciben el nombre de chacra, el cual es un espacio mínimo de tierra cultivable, donde comúnmente se siembran variedad de cultivos en la pequeña granja, evitando así el monocultivo.

## Turismo
El Turismo en Cumbe ha venido trabajándose arduamente puesto al nuevo contexto con el que se manejan los Gobiernos Autónomos Descentralizados Parroquiales, quienes juntamente con el GAD Municipal de Cuenca han comenzado y emprendido los Planes de Desarrollo y ordenamiento Territorial en cada una de las 21 parroquias de la zona rural del cantón. El plan en el que Cumbe está inmerso está basado en el enfoque en nuevos actores sociales que participaran activamente en el Turismo de la parroquia, respondiendo así la intervención y contribución de la comunidad.
Para ello el GAD de la parroquia rural de Cumbe, se ha basado en ciertas estrategias para lograr una mejora en el turismo. Podemos mencionar el promover el progreso rural encaminado hacia la soberanía alimentaria; Ponderar y crear eficiencia en la infraestructura para la movilidad, la conectividad y la energía; Certificar la sustentabilidad del patrimonio natural promoviendo el uso razonado y comprometido de los recursos naturales renovables y no renovables. Uno de los puntos más importantes para mejorar el turismo en la parroquia es el de valorar y promocionar la diversidad que existe, mostrando y enorgulleciendo al turista el patrimonio cultural. Todos estos puntos no se lograrán si no se tiene un modelo de gestión descentralizado, planificado, coordinado, y con gestión territorial.

### Gastronomía (comida típica)
La gastronomía y comida típica en Cumbe es muy variada y se caracteriza por su forma de preparación bastante tradicional. Entre los platillos preferidos por la parroquia, así como por los turistas podemos encontrar
- Chumal

Platillo preparado a base de maíz desgranado y amasado con condimentos de sal y dulce. El resultado de esta masa se la coloca dentro de una hoja del mismo maíz, agregándole quesillo amasado con achiote, generalmente elaborado en la misma parroquia. Su cocción es al vapor
- Tamal

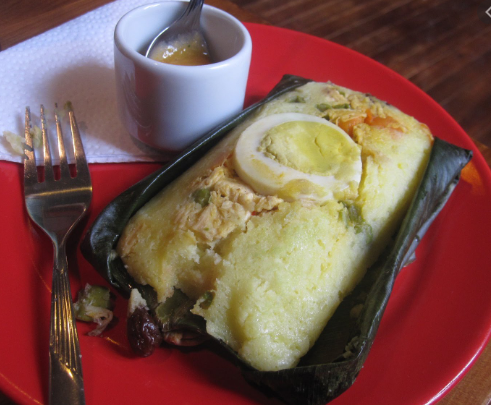
Tamal, comida típica de la parroquia Cumbe, cocinada al vapor y envuelta en hojas de achira.

El tamal, originario de México, tiene su variante en Ecuador, particularmente en la parroquia de Cumbe de lo elabora con ingrediente pocos tradicionales, como viseras de cerdo, huevo cocido, arvejas, cebolla. Su cocción es al vapor envuelto en hojas de achira.
- Timbulos

Este platillo es típico en Azuay, en Cumbe en particular se lo prepara con harina de maíz, mezclada con miel de panela, por lo que su sabor es muy característico y dulce. Su cocción es al vapor envuelta en hojas secas de maíz.

### Atractivos turísticos
Los lugares turísticos, o principales atracciones de la parroquia son una de las grandes potencialidades económicas de Cumbe, con organización y propagación por las entidades oportunas podrían convertir al sector turístico en una importante fuente de ingresos para la comunidad.Ya que cabe mencionar que el sector turístico no se está explotando al máximo, uno de los principales problemas es la falta de infraestructura para el turismo, como por ejemplo la escasez del sector hotelero, sin embargo se pueden encontrar algunos restaurantes, tiendas de artesanías lo que hace de Cumbe un lugar idóneo para turistas extranjero que deseen conocer un lugar mágico y busquen una estancia corta. Una mención muy importante es que según un estudio de la Universidad de Cuenca, se obtuvo de los padres de familia la mayoría de ellos prefieren recibir capacitaciones en la rama de turismo, seguido de liderazgo, emprendimientos caseros, producción agrícola y carpintería como las más importantes.
Entre las principales atracciones de Cumbe podemos encontrar.
- Iglesia San Luis de Cumbe

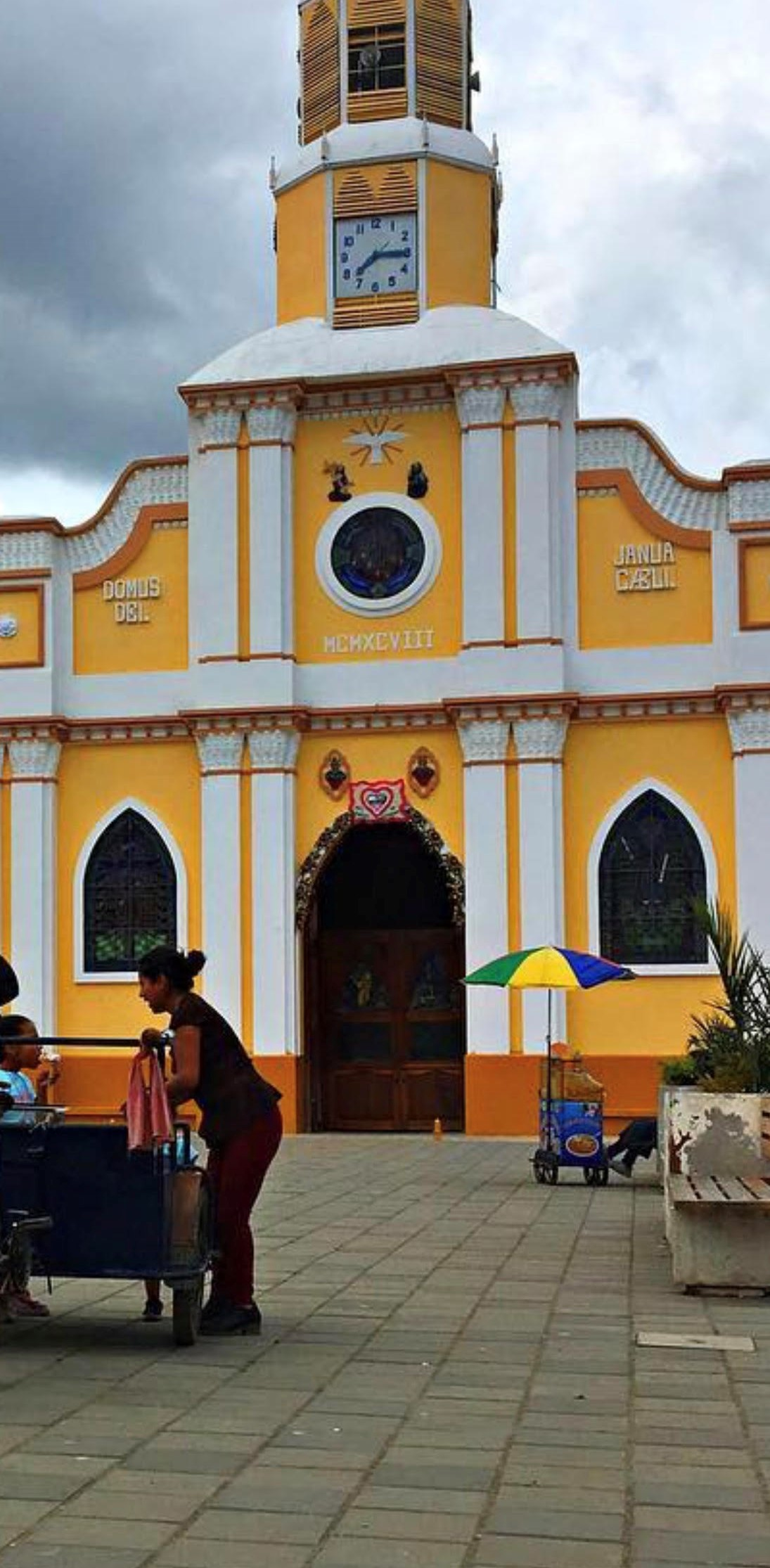
Iglesia San Luis de Cumbe

Iglesia construida por los religiosos para ahí ir a orar. Lleva en la fachada delantera números romanos que indican la fecha en la que su construcción fue finalizada. A esta iglesia llegan cada día gran cantidad de devotos, con el fin de participar en las eucaristías que aquí se celebran, así como para participar en las diversas actividades en los festejos conmemorativos a sus santos patronos. El párroco encargado de la iglesia es el padre José Bolívar Jiménez Álvarez
- Mirín

Mirador ubicado al sur de parroquia Cumbe, para llegar a la cúspide hay que subir en forma de espiral. Parroquianos y personas más longevas de Cumbe relatan que este lugar fue un templo donde se realizaban ceremonias en la época de los cañaris, además de vigilar desde allí, todo el territorio.
- Circuito Integral de Cerros Ancestrales

Con el fin de ayudar a la economía de la parroquia, Cumbe fue uno de los pioneros en integrar el Circuito Integral de cerros ancestrales. A la cabeza de este proyecto están precisamente los pobladores de la parroquia, gestores culturales que desean ver salir adelante a la parroquia. En 2011 empezó el proyecto, el cual consiste en guiar a turistas por la geografía sagrada de Cumbe. Durante la caminata se recuerdan y se cuentan leyendas ancestrales de la provincia del Azuay, además de crear pampamesas (comidas al aire libre) e incluso recrear bailes milenarios.

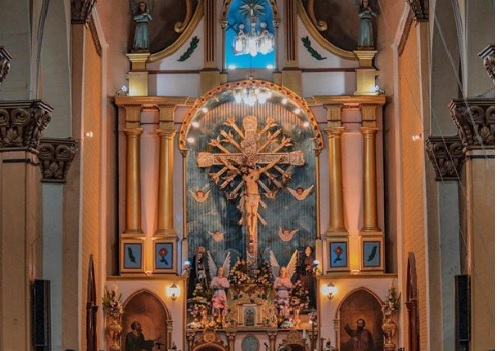
Iglesia de Cumbe, vista por dentro

### Artes ancestrales
La mayoría de la población de la Parroquia Cumbe a dedicado sus actividades a la creación de artesanías, mediante la técnica de amarre. Esta es una técnica de tejido en la cual tanto hombres y mujeres recrean y inmortalizan creaciones ancestrales heredadas. Es común ver todo tipo de tejidos en el centro urbano de la parroquia, entre las cuales podemos mencionar piezas enteras, mantas, ponchos, bufandas, chalinas, alfombras, entre otros. Hasta creaciones más complejas como polleras, sabanas, rebosos, telas especiales para envolver a los bebes, que por cierto es una técnica ancestral prehispánica que se sigue practicando.

### Mitos y leyendas
Cumbe como parroquia es considerada tierra de grandiosos mitos y de leyendas, sus moradores más longevos son los encargados de seguir perdurando estos relatos en los que fusionan la tradición, sabiduría, naturaleza. A su vez, estos mitos fueron adquiridos desde los tiempos más ancestrales y patrimoniales. Según los relatos antiguos, en el cerro de Cauzhin al este de la parroquia, los incas escondieron aquí varios objetos preciosos de oro y cerámica, esto buscando preservarlos durante la época de la conquista española. Este relato ha provocado que en varias ocasiones se haya intentado saquear el yacimiento arqueológico, que es una de las principales razones que han causado el deterioro del cerro de Cauzhin.

### Clima
La parroquia de Cumbe se encuentra a una altitud de 2640 m s. n. m. (metros sobre el nivel del mar). Por lo que por lo general su clima es frío. El sector se encuentra en un valle, siendo este rodeado por montañas, como resultado de este fenómeno la temperatura promedio de la parroquia oscila entre los once a trece grados centígrados. En cuanto a lo que respecta a las temporadas en Cumbe, no varían mucho a lo que respecta al cantón Cuenca, puesto a que las épocas de lluvia llegan en los meses desde febrero hasta finales de mayo. Por lo mismo, los habitantes del sector aprovechan estos meses para el cultivo de los diferentes productos agrícolas.

## Suelo
El suelo de las parroquia de Cumbe ha sido tradicionalmente una fuente de ingresos para su población, conformándose como el elemento principal de la economía familiar, utilizándose para el cultivo de productos como el maíz y las papas principalmente así como también el fréjol, árboles frutales, trigo entre otras, pero en menor proporción; además del cultivo de grandes extensiones de pasto utilizadas para la ganadería que se conforma como otra fuente de ingresos para sus habitantes. Entre los varios tipos de suelos que encontramos en Cumbe, los principales son: Vertisoles, Mollisoles y los suelos con Caolinita. Encontramos suelos Vertisoles de tres tipos, PARALITHIC VERTIC USTROPEPT a una profundidad de 25 a 50 cm (centímetros). Así como los suelos PARALITHIC CHROMUSTERT y PARALITHIC PELUSTERT a una profundidad de 40 a 60 cm. Estos suelos se encuentran a una altitud de 2000 a 3000 m (metros), son suelos de color negro oscuro y gris oscuro predominantemente arcillosos de material parental volcánico. La utilización de estos suelos podría variar de acuerdo a su altura, así en los valles bajos se puede utilizar para pastos o para el cultivo de caña de azúcar, tomate o frejol, a diferencia de las zonas altas donde se utiliza para el cultivo principalmente del maíz y bosques. Otro de los suelos predominantes en esta zona son los suelos Mollisoles ANDIC VERTIC ARGIUDOLL, de igual manera entre los 2000 y 3000 m de altura a una profundidad de 50 a 90 cm. Estos suelos son de coloración oscura mezclados con grava y ceniza volcánica, son suelos profundamente arcillosos y que sufren de erosión hídrica. Son aptos para el cultivo de maíz, trigo y cebada. Suelos con Caolinita son preponderantes en la parroquia de Cumbe, estos pueden ser arcillosos pardo-rojizos con caolinita y geothita o arcillosos pardo-rojizos, se encuentran a una altura entre 1800 y 3000 m de altura, con una profundidad moderada de 50 a 90 cm. Y de color pardo rojizo obscuro que incluyen rocas y tobas y de textura arcillosa fácilmente erosionables cuando se encuentran en las pendientes, son suelos aptos para pastizales, aunque se utilizan también para el cultivo de maíz. Por las características arcillosas de estos suelos se han creado minas para la explotación de materiales aptos para la industria cerámica tan característica del austro ecuatoriano.

## Demografía
Para el estudio demográfico de la parroquia Cumbe se usaron datos de los tres últimos censos nacionales de población llevados a cabo por el INEC. La población de la parroquia de Cumbe, según el VII censo de población y VI de vivienda 2010, es de 5546 personas, experimentando una tasa de crecimiento anual de 1.13 % con respecto al censo llevado a cabo en el 2001, donde la población contaba con 5010 habitantes, siendo el incremento de 536 personas.
Los datos anteriores nos permiten realizar un análisis comparando los tres últimos periodos intercensales y el ritmo de crecimiento o decrecimiento de la población en la parroquia de Cumbe. Obtenemos un dato muy valioso que entre los años 1990 y 2001 la población de la parroquia ha disminuido en un 0.29 % anual, ya que en 1990 la parroquia contaba con 5173 habitantes y diez años después cuenta con 5010 personas, debido básicamente a que en la década de los noventa por la enorme crisis económica y política que vivió el país, muchos ciudadanos de parroquias rurales del Azuay y Cañar decidieron migrar al exterior y en menor proporción a otras provincias.

## Festividades

### Fiesta del señor de los milagros
La fiesta del señor de los milagros es la festividad más importante para Cumbe. Se celebra cada año, siendo una tradición que involucra a toda la parroquia con una duración de dos semanas, la primera toma lugar en enero, y la segunda transcurre a mitad de año en junio. Los pobladores de la parroquia veneran a su santo patrono, a manera de agradecimiento; como ellos relatan, el señor de los milagros mantiene bendecido y con salud a su parroquia.
Durante la festividad las mujeres usan sus mejores prendas de vestir, apegándose a la tradición optan por elegantes blusas, sombreros, y las polleras. Mientras que los hombres buscan lucir formales usando un traje. La fiesta recibe ocho priostes de otras parroquias, incluso de otros países. Durante las dos semanas, cada uno de ellos preparan alrededor de 200 cuyes para servir a toda la parroquia. Además se mantiene otras tradiciones, como el llamado baile de la vaca loca, la quema de castillo de papel, y la presentación de bandas del pueblo.

### Pase del niño
Cada año, en Ecuador, más precisamente en la Región Sierra, se celebra durante diciembre y enero una tradición con motivos navideños, el pase del niño. En la parroquia Cumbe de la misma forma, se celebra esta festividad en la que cada año reúne alrededor de 3000 personas de 45 comunidades y barrios. Durante esta celebración, una caravana devota desfila por toda la parroquia, aquí participan todos los habitantes del sector, utilizando disfraces de la época de Cristo, los cuales bailan, cantan y danzan. Asimismo, se sacrifican cuyes, cerdos para poder compartir con toda la parroquia. Una de las peculiaridades que caracterizan al cantón Cumbe es la participación de un personaje singular, al que se lo conoce con el nombre de macetero, el cual este encargado de llevar en brazos un taburete, elaborada por el mismo a base de barro y decorada por los habitantes con flores y joyas.

## Educación
La educación es un eje fundamental en el desarrollo de las personas. De acuerdo con un estudio realizado por la Universidad de Cuenca en 2015, la educación de Cumbe ha ganado valor e infraestructura en las últimas dos décadas. Al ser una comunidad o una parroquia relativamente pequeña, Cumbe cuenta actualmente con dos centros educativos de educación inicial: Escuela Carlos Terán Zenteno y la Escuela Gabriel Arsenio Ullauri. En cuanto a la educación secundaria, los jóvenes de entre 15 a 18 años tienen la opción de asistir al Colegio Nacional técnico Cumbe. Cabe mencionar que muchos de estos adolescentes cumplen con los roles de padres y madres en su núcleo familiar.
Un tema muy controversial en la educación es la inequidad que sufren las mujeres en Cumbe. Esta injusticia se da en gran parte por el rol tradicional que mantiene la mujer en parroquias rurales, como es el caso de Cumbe. Aquí las mujeres siguen manteniendo su atención en quehaceres domésticos, así como en la agricultura, alimentación, crianza de los hijos. Mientras que el rol del varón en Cumbe sigue teniendo esa tendencia a cumplir con su relación de ser proveedor económico y traer sustento por ser el núcleo de la familia, y para ello debe prepararse más en el aspecto educativo y académico que la mujer.

## Salud

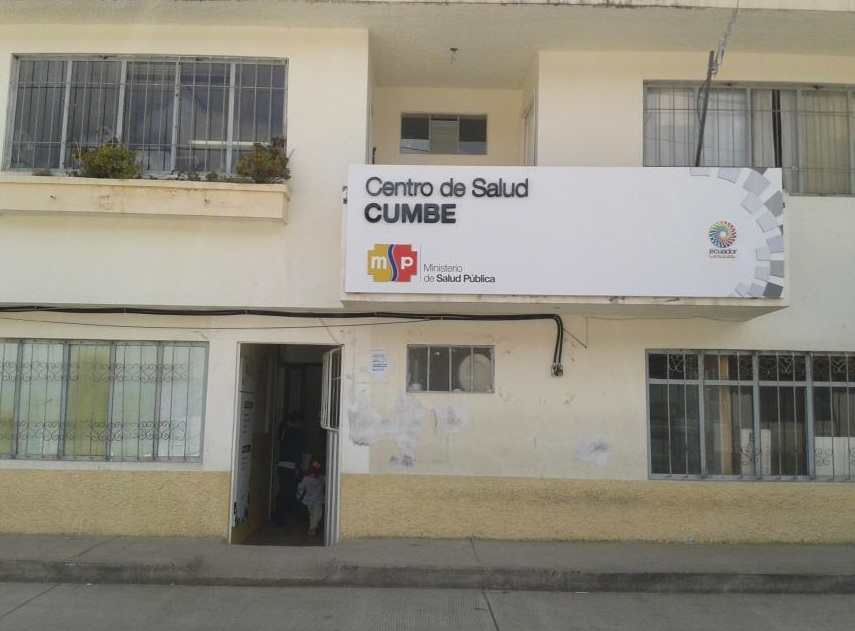
Subcentro de salud en Cumbe

En cuanto a la salud pública existe un subcentro de salud que es manejado por el Ministerio de Salud Pública del Ecuador en el que cualquier persona ecuatoriana o residente se puede llegar a atender, este se encuentra en el centro de la ciudad a solo una cuadra al norte de la Plaza Central de Cumbe. De la misma manera existe un centro médico llamado "Centro Médico Corazón de Jesús" que se encuentra en la misma cuadra de la Plaza Central, este centro es particular. Asimismo existen 4 farmacias en Cumbe que son particulares y una que pertenece al subcentro de salud antes mencionado.
Según la Revista latinoamericana de hipertensión, que realizó un estudio de hipertensión arterial (HTA) y su comportamiento epidemiológico en la población rural anciana de Cumbe, la prevalencia de HTA fue del 19 % (19,4 % en mujeres y 18,2 % en hombres). Se evidenció una mayor proporción de individuos pre-hipertensos con un 49,7 % en relación con normotensos (31,3 %), con HTA conocida (8,6 %) y nuevos diagnósticos de HTA (10,4 %), con un comportamiento similar según el sexo. Por otro lado, se observó una asociación estadísticamente significativa con los grupos etarios con un incremento en la prevalencia de HTA a medida que aumentó la edad. Con respecto al estatus educativo, se encontró una asociación estadísticamente significativa con un descenso en la prevalencia de nuevos diagnóstico de HTA a medida que se ascienden los niveles de educación, de 33,3 % en analfabetas a un 3,8 % en educación superior. No se encontró asociación estadísticamente significativa entre la HTA con el estado civil, laboral y socioeconómico.
Asimismo, se realizó otro estudio sobre la inactividad física y características sociodemográficas en las población de Cumbe y su parroquia vecina Quingeo, en el que se realizó un estudio de campo a 904 personas de ambos sexos seleccionados aleatoriamente, para realizar el estudio de actividad física se utilizó el Cuestionario Internacional de Actividad Física (IPAQ), los resultados fueron que de los 904 personas encuestadas el 62,1 % eran mujeres con la prevalencia de actividad física en mujeres fue de un 8,1 %, con un mayor porcentaje en las esferas transporte y ocio con 63,1 % y 63,9 %, respectivamente. La esfera de ocio mostró la mayor cantidad de características sociodemográficas relacionadas con la inactividad física específicamente el grupo de mujeres: (inactivos: 69,4 % vs activos: 49,1 %), empleados: (inactivos: 70,8 % vs activos: 55,8 %) en los grupos etarios mayores y sujetos con menor nivel educativo. Este estudio dio como conclusón que existe una baja prevalencia de inactividad física global en las poblaciones rurales de Cumbe y Quingeo. Sin embargo, en el análisis individual por esferas las frecuencias se incrementan drásticamente, especialmente en las actividades de ocio. Siendo importante intervenir en los principales grupos de riesgo.
Del mismo modo, en el año 2011, el doctor Juan Pablo Aguilera Camacho hizo un control prenatal y funcionalidad familiar en mujeres embarazadas que acudían al Subcentro de Salud de la parroquia de Cumbe, el doctor Aguilera hizo un estudio a 27 mujeres que se encontraban entre las 20 o más semanas de gestación y que acudían al Subcentro antes mencionado, valoró el número de controles médicos prenatales efectivos, también realizó otras comparaciones con otras variables de índole social, observó que existe una gran preferencia por un parto en casa y atención por parte de parteras. También observó que había problemas durante el embarazo por el factor económico y por la lejanía del hogar al lugar de atención.

## Economía
En cuanto a la economía de Cumbe, cabe destacar la primera característica: que es una parroquia rural y, por ser así, la mayoría de sus habitantes se dedican a la agricultura y ganadería. Esas son las principales actividades económicas de la ciudad y, por ende, de toda la parroquia.

### Agricultura
Esta actividad económica es muy importante en la parroquia de Cumbe: es la base del desarrollo productivo, las zonas con mayor actividad agrícola se localizan a las afueras del centro parroquial. Mientras que en el resto de la parroquia todos los huertos son de uso particular para cada familia, estos huertos son de vital importancia para las familias en Cumbe ya que gracias a estos sembríos se consigue el sustento diario alimenticio para las familias. Los suelos han sido muy buenos para la agricultura. También, cabe acotar que, para cultivar la tierra, la gente de Cumbe utiliza diferentes técnicas. Existen diferentes productos que predominan y que son cultivados en esta zona, estos son: el maíz, el frejol, hortalizas, trigo, cebada, entre otros. Y en los árboles frutales los más cultivados son: manzanas, peras y duraznos. Como ya se citó anteriormente, todos estos productos son usados para el consumo propio, pero a veces existe un excedente que es comercializado en el mercado local.
Todo lo que se cosecha durante el año es almacenado para el consumo familiar, o para a venta en caso de alguna necesidad económica. 

### Ganadería

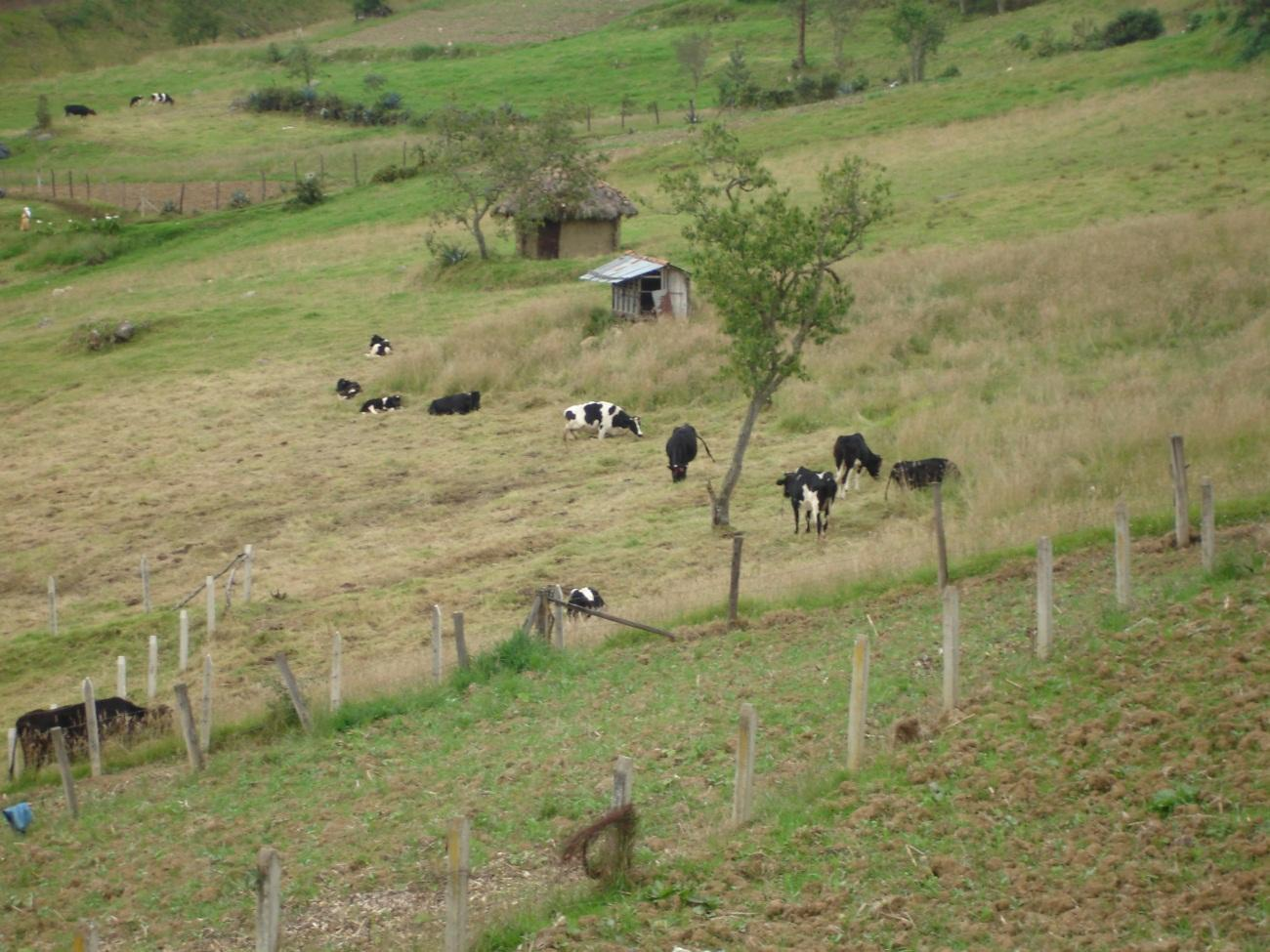
Ganadería en la parroquia de Cumbe

Esta es otra de las principales actividades económicas de la parroquia de Cumbe, además de la agricultura. Tradicionalmente los cumbenses siempre han tenido un par de cabezas de ganado para su uso doméstico, pero hay otras muchas familias que se han dedicado a esta actividad económica para subsistir y mejorar la situación económica de sus familias. Gracias al suelo de la parroquia y a su clima los animales pueden conseguir sus alimentos fácilmente. Los tipos de ganado que predominan en la parroquia de Cumbe son: ovino, bovino, porcinos, cobayos y aves de corral. Gracias a estos animales las personas de Cumbe pueden sacar carne y leche que son fundamentales para el sustento de las familias. Cabe destacar que esta actividad económica es de las más importantes en las parroquias rurales del Azuay y de Ecuador.

## Deportes
Al hablar de deportes en la parroquia de Cumbe, se tiene que destacar en especial el fútbol, esta actividad física es la más practicada en Ecuador y no podría ser de otra manera lo mismo lo es en la parroquia de Cumbe. Muy cerca del centro de la ciudad está ubicado el estadio Rubén Vélez Núñez que acoge cotejos de diferentes torneos amateurs que se celebran durante todo el año en la parroquia de Cumbe. Además, allí hace de local el equipo de Cumbe que representa a la parroquia en los Interparroquiales de la provincia del Azuay, en donde el equipo de fútbol ha participado siempre y cuando se haya celebrado el certamen. 

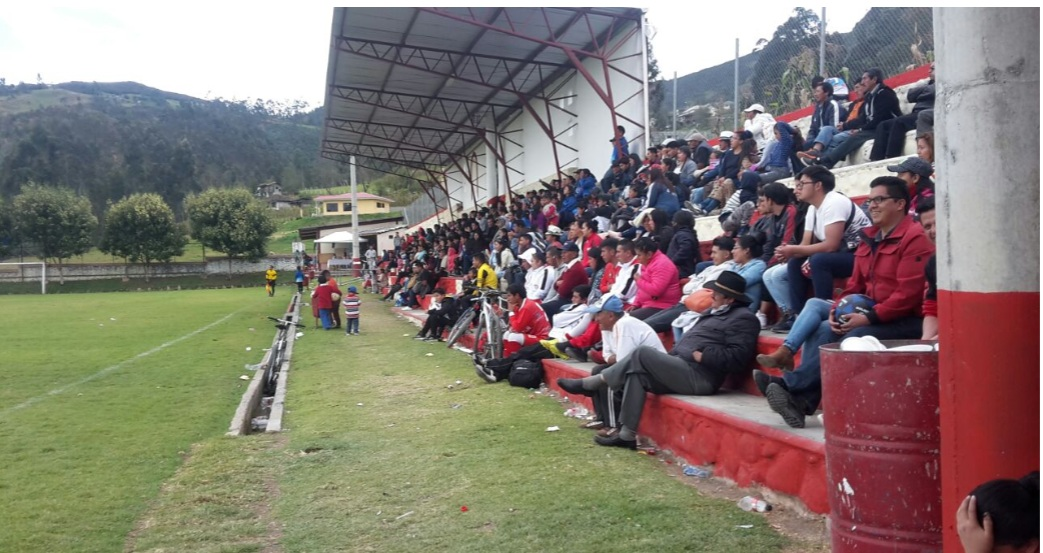
Estadio Rubén Vélez Núñez

### Torneo local del fútbol
Este certamen es organizado por la Liga Parroquial de Fútbol de Cumbe, todos los partidos de este campeonato se juegan en el antes mencionado estadio Rubén Vélez Núñez. El torneo se conforma de 24 equipos que son divididos en dos series (A y B). Los equipos de las dos series juegan todos contra todos, los dos primeros clasificados de la Serie B ascienden directamente a jugar el siguiente año en la serie A, al igual que los dos últimos clasificados de la serie A descienden a la serie B automáticamente. Los 8 mejores clasificados de la serie A se emperejan unos con otros y van jugando desde cuartos de final hasta llegar a la final que decide el campeón del torneo. El campeonato se celebra de mayo a diciembre todos los años y solo los días sábados y domingos. Los equipos que deseen inscribirse deben empezar por la serie B. Los integrantes de todos los equipos deben ser nativos o ser familiares de personas que sean de Cumbe, solo uno de los jugadores puede ser de otro lugar que no sea Cumbe; el llamado "extranjero". El torneo es uno de los más importantes en el futbol amateur de la provincia del Azuay.

### Halterofilia
Desde 2012 en la parroquia de Cumbe, empezaron a salir interesantes prospectos en la disciplina de Halterofilia, ya que por ese entonces el entrenador de la Federación Deportiva del Azuay (FDA) Archivado el 1 de noviembre de 2020 en Wayback Machine. en ese deporte Marco Culcay había instaurado una escuela en la parroquia para fomentar este práctica y que los jóvenes se interesaran en este deporte. Y esta escuela empezó a dar frutos. La más destacada fue por ese entonces Paola Tuba que se destacó en la provincia y en los Juegos Nacionales de Menores, ella consiguió 8 medallas de oro y una de plata durante el 2012. Ese mismo año Liseth Culcay también logró 3 medallas de oro en la categoría sub-13.

## Personajes célebres

### Jaime Chinchilima
Es investigador cultural de la parroquia. A sus 17 años empezó a escribir. Desde hace 20 años investiga y comparte los saberes de la comunidad y empezó a descubrir la historia ancestral de Cumbe. Todos los datos que ha recopilado hasta el momento son patrimonio cultural de Cumbe. Es autor de un libro llamado "Hacia el camino sin fin" y en su haber tiene premios como la Insignia Remigio Crespo Toral por su incansable objetivo de enaltecer y fortalecer las memorias colectivas de su parroquia. Es graduado en psicología educativa por la Universidad Técnica Particular de Loja (UTPL), pero como hemos citado anteriormente se dedica a la investigación cultural. Ha publicado artículos en revistas etnográficas, investigó sobre los orígenes de la Cholita Cumbeña y se confiesa un adicto a las caminatas arqueológicas. Documenta las celebraciones religiosas y se asegura de que sean lo más descriptivas posible.